# 안전지대 X~비온 뒤 맑음~
| 전문가 평가          | 전문가 평가 |
| 평가 점수            | 평가 점수   |
| 출처                 | 점수        |
| -------------------- | ----------- |
| CD 저널              | 긍정적      |
| TOWER RECORDS ONLINE | 긍정적      |

《안전지대 X~비온 뒤 맑음~》(일본어: 安全地帯X〜雨のち晴れ〜 안젠치타이텐~아메 노치 하레~[*])은 일본의 록 밴드 안전지대의 열 번째 스튜디오 음반이다. 2003년 10월 22일에 소니 뮤직 레코드를 통해 발매되었으며, 스튜디오 음반으로서는 전작 《안전지대 IX》 이후 약 1년 2개월 만의 발매가 되었다.
전곡의 작사는 쿠로스 치히로, 작곡은 타마키 코지가 맡았으며, 프로듀서는 호시 카츠와 카네코 쇼헤이가 담당하였다. 녹음은 전작에 이어 가루이자와정에 위치한 우드스톡 스튜디오에서 진행되었으며, 기본적으로 안전지대의 5인 멤버에 의해 녹음되었다. 일부 곡에는 키보디스트 안도 사토코가 참여하였고, 호시와 카네코도 코러스에 참가하였다.
음악적으로는 전작보다 경쾌하고 밝은 분위기의 곡이 늘어났으며, 록부터 발라드에 이르기까지 폭넓은 장르를 아우르고 있다. 선행 싱글로는 〈비온 뒤 맑음/쇼콜라〉가 발매되었으며, 〈쇼콜라〉는 에자키 글리코의 아몬드 초콜릿 광고 음악으로 사용되었다.
이 음반은 오리콘 앨범 차트에서 최고 20위를 기록하였다. 본 음반에 따른 콘서트 투어 종료 후, 안전지대는 다시 한번 밴드 활동의 휴지를 선언하였다. 이로 인해 제27번째 싱글 〈푸른 장미/와인 레드의 마음〉 (2010년)과 차기작 《안전지대 XI ☆Starts☆ 「또 보자….」》 (2010년)의 발매까지 약 6년 반의 휴지 기간을 가지게 되었다.

## 배경
전작 《안전지대 IX》 (2002년) 발매 이후, 안전지대는 같은 해 9월 5일, 가나가와현립현민홀 공연을 시작으로, 12월 18일, 나고야 시민회관 대홀 공연까지, 31개 도시에서 총 41회에 걸친 전국 콘서트 투어 "안전지대 콘서트 투어 2002"를 개최하였다. 그러나 전년도에 교통사고로 팔을 다친 타케자와 유타카는 이번 투어에 불참하게 되었고, 타케자와를 제외한 4인의 멤버에 키보디스트 안도 사토코와 퍼커셔니스트 카를로스 스가노를 더한 변칙적인 편성으로 투어가 진행되었다.
2003년에 들어서 타마키 코지는 NHK 종합 텔레비전 드라마 《맹도견 쿠이루의 일생》 (2003년)에 출연하였으며, 이 드라마는 6월 16일부터 7월 28일까지 총 7회에 걸쳐 방송되었다. 타마키가 연속 드라마에 출연한 것은 후지 TV 계열의 목요극장 《이런 사랑 이야기》 (1997년) 이후 약 6년 만이었다.
9월 22일에는 도쿄 시부야의 라이브 하우스 shibuya eggman에서 안전지대의 라이브 공연이 열렸으며, 이번 공연에서는 타케자와를 포함한 정규 멤버 5명이 모두 무대에 올라 팬들의 주목을 받았다. 한편 shibuya eggman은 안전지대가 1982년 데뷔 당시 홈그라운드로 삼았던 장소이기도 하다.

## 커버 아트
전작의 재킷 사진이나 가사집 내 사진에서는 멤버 전원이 정장을 입고 시크한 이미지를 보여주었으나, 본작에서는 멤버들의 의상이 모두 캐주얼하고 다채로운 스타일로 변화하였다. 이에 대해 평론가 시다는 이를 "꾸밈없는 캐주얼함"이라 평하며, 활동 휴지 기간 동안 '로망스 그레이' 스타일로 변모한 타마키 코지에 대해서는 "조금 더 성숙한 복장이 어울리지 않았을까"라는 의문을 제기하기도 하였다.

## 곡 목록
작사는 모두 쿠로스 치히로가 맡았고, 작곡은 모두 타마키 코지가 맡았다.
| #   | 제목                                         | 재생 시간 |
| --- | -------------------------------------------- | --------- |
| 1.  | 〈명성 (明星)〉                              | 5:06      |
| 2.  | 〈비온 뒤 맑음 (雨のち晴れ)〉                | 3:32      |
| 3.  | 〈꼭두서니 (茜)〉                            | 3:35      |
| 4.  | 〈카멜레온 (カメレオン)〉                    | 4:02      |
| 5.  | 〈쇼콜라 (ショコラ)〉                        | 3:56      |
| 6.  | 〈이 별은 모두의 별 (この星はみんなの星)〉   | 4:20      |
| 7.  | 〈장미 (薔薇)〉                              | 3:28      |
| 8.  | 〈물이 없는 분수 (水のない噴水)〉            | 4:41      |
| 9.  | 〈패전 (負け戦)〉                            | 3:00      |
| 10. | 〈달맞이꽃 (月見草)〉                        | 3:33      |
| 11. | 〈언젠가 만납시다 (いつの日か会いましょう)〉 | 4:31      |
| 12. | 〈야간 비행 (夜間飛行)〉                     | 3:35      |